# Léon Le Minor
Léon Le Minor (* 16. April 1920 in Pont-l’Abbé; † 21. April 2021 in Saint-Rémy-lès-Chevreuse) war ein französischer Mikrobiologe, der Laborleiter am Institut Pasteur war.

## Leben und Wirken
Le Minor besuchte das Collège de La Tour d’Auvergne in Quimper und studierte Medizin in Tours (Abschluss 1940) mit anschließender praktischer Ausbildung im Krankenhaus von Tours (1941). Ab 1943 war er am Institut Pasteur, wo er 1945 Assistent wurde und 1947 für das Salmonellen-Labor verantwortlich wurde, dessen Chef er ein Jahr später wurde. 1945 wurde er in Medizin promoviert (Docteur en médecine) und 1958 zum Dozenten (Maître de conférences) ernannt. 1959 wurde er Leiter der Abteilung Enterobakterien und Professor am Institut Pasteur. 1965 folgte eine zweite Promotion (Docteur d’état ès sciences naturelles) und im selben Jahr wurde er Leiter des zur WHO gehörigen internationalen Salmonellenzentrums. Er war seit 1967 Professor ohne Lehrstuhl an der medizinischen Fakultät in Paris und ab 1970 Professor für Bakteriologie und Virologie an der Fakultät für Medizin Necker (Faculté de médecine Necker). 1977 bis Mitte der 1990er Jahre leitete er die Forschungsgruppe der französischen nationalen Forschungsorganisation für Medizin INSERM zu Enterobakterien. Zuvor war er schon in ab 1952 im Unter-Komitee Enterobakterien der internationalen Vereinigung mikrobiologischer Gesellschaften, in den 1960er Jahren Mitglied der Kommissionen des INSERM zu Bakteriologie und Virologie und im wissenschaftlichen Leitungsrat des Institut Pasteur. 1989 emeritierte er, behielt aber eine Ehrenprofessur an der Fakultät für Medizin Necker und blieb Chef de Service Honoraire am Institut Pasteur.
Le Minor war ein führender französischer Mikrobiologe. Ende der 1940er Jahre gelang ihm die Isolierung und Charakterisierung einer großen Zahl von Salmonellenstämmen, die damals gefährliche Epidemien besonders bei Kindern auslösten. Auch später war er ein international führender Experte für Salmonellentaxonomie (von denen heute über 2500 Serotypen bekannt sind). Ab den 1950er Jahren studierte er Enterobakterien, speziell Escherichia coli, deren Taxonomie und Pathogenität als Verursacher von Durchfallerkrankungen. Dabei wandte er früh biochemische Methoden an wie mit Patrick A. D. Grimont die RFLP-Technik oder den Analytical Profile Index (API) mit Claude Richard.
1947 erhielt er die Silbermedaille der Académie nationale de Médecine (deren Mitglied er ab 1983 war) und 1958 den Prix La Caze der Académie des Sciences. 1965 erhielt er den Paul-Ehrlich-und-Ludwig-Darmstaedter-Preis. Er war Offizier der Ehrenlegion (1968), Kommandeur des Ordre national du mérite und des Ordre de la santé publique (1955). 1957 wurde er Generalsekretär der französischen Gesellschaft für Mikrobiologie (Société Française de Microbiologie).
1985 erfolgte die Erstbeschreibung einer Gruppe von Enterobakterien (zuvor als Enteric Group 57 bezeichnet), deren Gattungsname ihm zu Ehren gewählt wurde: Leminorella. In ihrer Veröffentlichung verweisen Hickman-Brenner et al. auf seinen bedeutenden Beitrag zur Nomenklatur und Erforschung der Serotypen der Salmonellen, zur Erforschung von Plasmiden, die durch Konjugation zwischen Bakterienspezies ausgetauscht werden, und die biochemischen Schnellmethoden zur Identifizierung von Enterobakterien. Zugleich betonen sie, dass der Gattungsname Leminorella auch zu Ehren seiner Frau und Kollegin Simone Le Minor gewählt wurde und verweisen auf ihren Beitrag zu den Enterobakterien als Leiterin des nationalen Salmonellen-Zentrums von Frankreich sowie die Erforschung der Serotypen von Serratia.

## Schriften
- Le Diagnostic de laboratoire des entérobactéries, 3. Auflage, Éditions de la Tourelle, Paris 1967
- mit M. Véron Bactériologie médicale, Flammarion Médecine-Sciences, Paris 1989
- Méthodes de laboratoire pour l'identification des entérobactéries, Institut Pasteur, Paris 1993
- Er war Bearbeiter des Salmonellen-Abschnitts in mehreren international verbreiteten Standardwerken wie Bergey´s Manual of Determinative Bacteriology, The Prokaryotes, A Handbook of the Biology of Bacteria, Methods in Bacteriology.